# Time passages (single)
Time passages is een single van Al Stewart. Het is de eerste single afkomstig van zijn album Time passages. Het nummer werd voor de single-uitgave behoorlijk ingekort. Het thema is de voorbijtrekkende tijd. Al Stewart zou later beweren, dat hij dit lied alleen geschreven had om te voldoen aan de eis van het platenlabel RCA Victor om weer een hit te hebben. Hij vond er uiteindelijk niet veel aan en schaamde zich toen hij het een keertje in de lift hoorde. Dit alles werd echter tegengesproken door Peter White, de co-auteur van het lied. Die zei dat het een pakkend liedje was. En voor wat betreft de afkeur van Stewart zelf; hij speelde het in die jaren tijdens elk concert.

## Hitnotering
Het nummer werd wel Stewarts grootste hit in de Verenigde Staten. Het stond daar achttien weken in de Billboard Hot 100 met als hoogste notering plaats zeven. In de gelieerde Easy listening/Adult contemporatylijst stond het tien weken nummer 1 in achttien weken. Nederland, België en Engeland lieten de single links liggen.